# Campeonato Mineiro Módulo II
Il Campeonato Mineiro Módulo II è il secondo livello calcistico nello stato del Minas Gerais, in Brasile.

## Storia
Le prime edizioni della seconda divisione del campionato di Minas Gerais, di carattere amatoriale, risalgono al periodo compreso fra il 1915 ed il 1932.
Nel 1961, in seguito ad alcune riforme volte a ridurre il numero di squadre presenti in prima divisione, fu ripristinato dopo quasi 30 anni il secondo livello del campionato statale, denominato Primeira Divisão de Profissionais a cui parteciparono i club retrocessi dalla Divisão Extra della stagione precedente. Venne inoltre creata la Lei do acesso, una normativa per regolamentare promozioni e retrocessioni fra le varie divisioni.
Il numero sempre maggiore di squadre partecipanti a questa nuova competizione (arrivato a 51 nel 1968) portò nel 1969 alla creazione della Divisão de Acesso, un livello intermedio fra le due competizioni esistenti fino all'anno precedente, che incluse le migliori squadre della Primeira Divisão de Profissionais, scivolata a terzo livello.
Nel 1970 il torneo non venne disputato per via della revoca della legge sulle promozioni, che venne ripristinata solamente nel 1976. Nel 1977 il campionato tornò ad essere disputato, ma nel 1979 e 1980 saltò nuovamente, questa volta a causa del numero troppo esiguo di club iscritti alle precedenti due edizioni (solamente 7 club nel 1978). Tutti i club non militanti nella prima divisione ebbero comunque la possibilità di partecipare al Torneio Incentivo.
Nel 1980 la federazione riunì tutte le squadre eliminate nella prima fase della Taça Minas Gerais di quell'anno in una nuova competizione denominata Torneio da Esperança. I primi quattro classificati di tale competizione ottennero un posto in prima divisione per la stagione successiva, mentre tutti i club rimanenti formarono la nuova seconda divisione dello Stato, denominata Segunda Divisão.
Nel 1993, con l'obiettivo di ridurre nuovamente le squadre presenti nel Mineirão, venne utilizzata la Supercopa Minas Gerais (un torneo già esistente come competizione a sé stante nel 1991 e nel 1992) per suddividere i club fra primo e secondo livello del calcio di Minas Gerais, denominati a partire dal 1994 Módulo I e Módulo II.

## Stagione 2023
- Aymorés (Ubá)
- Betim Futebol (Betim)
- Boa Esporte (Varginha)
- Itabirito (Itabirito)
- Nacional de Muriaé (Muriaé)
- North-MG (Montes Claros)
- Tupi (Juiz de Fora)
- Tupynambás (Juiz de Fora)
- Uberlândia (Uberlândia)
- União Luziense (Santa Luzia)
- URT (Patos de Minas)
- Varginha (Varginha)

## Albo d'oro

### Era amatoriale (1915-1932)
| Stagione  | Vincitore                                       | Secondo posto       |
| --------- | ----------------------------------------------- | ------------------- |
| 1915      | Ipanema-MG (1)                                  |                     |
| 1916      | Sconosciuto                                     |                     |
| 1917      | Flamengo-BH (1)                                 |                     |
| 1918-1919 | Sconosciuto                                     |                     |
| 1920      | Ipanema-MG (2)                                  | Hellênico-MG        |
| 1921      | Progresso-MG (1)                                | Ipanema-MG          |
| 1922      | Palmeiras-MG (1)                                | Ipanema-MG          |
| 1923      | Guarany-MG (1)                                  |                     |
| 1924-1926 | Non disputato                                   |                     |
| 1927      | Grêmio Calafate (1)                             | Carlos Prates       |
| 1928      | Santa Cruz-MG (1)                               | Grêmio Calafate     |
| 1929      | Fluminense-BH (1)                               |                     |
| 1930      | Fluminense-BH (2)                               | Ypiranga-BH         |
| 1931      | Carlos Prates (1)                               | Alves Nogueira      |
| 1932      | Prado Mineiro (1) - AMEG Siderúrgica (1) - LMDT | Palmeiras-MG (LMDT) |

### Primeira Divisão (1961-1968)
| Stagione | Vincitore               | Secondo posto              |
| -------- | ----------------------- | -------------------------- |
| 1961     | Itaú (1)                | Ferroviario de Divinópolis |
| 1962     | Uberlândia (1)          | Palmeirense-MG             |
| 1963     | Nacional de Uberaba (1) | Itaúna                     |
| 1964     | Valeriodoce (1)         | Araguari                   |
| 1965     | Formiga (2)             | Ferro Brasileiro           |
| 1966     | Araxá (1)               | USIPA                      |
| 1967     | Independente-MG (1)     | Alfenense                  |
| 1968     | Vila do Carmo (1)       | Trespontano                |

### Divisão de Acesso (1969)
| Stagione | Vincitore                                                                    | Secondo posto                                               |
| -------- | ---------------------------------------------------------------------------- | ----------------------------------------------------------- |
| 1969     | Acesita (1) Sport-MG (1) Fluminense de Araguarí (1) Flamengo de Varginha (1) | Cassimiro de Abreu Paraense-MG Nacional de Uberaba Caldense |

### Primeira Divisão (1977-1978)
| Stagione | Vincitore               | Secondo posto          |
| -------- | ----------------------- | ---------------------- |
| 1977     | Araxá (2)               | Fluminense de Araguarí |
| 1978     | Nacional de Uberaba (2) | Democrata-GV           |

### Segunda Divisão (1981-1993)
| Stagione | Vincitore                | Secondo posto          |
| -------- | ------------------------ | ---------------------- |
| 1981     | Democrata-SL (1)         | Alfenense              |
| 1982     | Nacional de Uberaba (3)  | Fluminense de Araguarí |
| 1983     | Tupi (1)                 | Alfenense              |
| 1984     | Fabril (1)               | XV de Novembro-MG      |
| 1985     | Esportivo de Passos (1)  | Caldense               |
| 1986     | Atl. Três Corações (1)   | Rio Branco-MG          |
| 1987     | MEC (1)                  | Sport-MG               |
| 1988     | Flamengo de Varginha (2) | Pouso Alegre           |
| 1989     | Juventus Divinópolis (1) | Paraisense             |
| 1990     | Araxá (3)                | Patrocinense           |
| 1991     | Mamoré (1)               | URT                    |
| 1992     | Atl. Três Corações (2)   | Alfenense              |
| 1993     | Araguari (1)             | Unaí                   |

### Módulo II (1994-)
| Stagione | Vincitore         | Secondo posto       |
| -------- | ----------------- | ------------------- |
| 1994     | Rio Branco-MG (1) | URT                 |
| 1995     | Villa Nova (1)    | Paraisense          |
| 1996     | Social (1)        | Montes Claros       |
| 1997     | Ipiranga-MG (1)   | Nacional de Uberaba |
| 1998     | Rio Branco-MG (2) | URT                 |
| 1999     | Uberlândia (2)    | Ipatinga            |
| 2000     | Mamoré (2)        | Guarani-MG          |
| 2001     | Tupi (2)          | Nacional de Uberaba |
| 2002     | Guarani-MG (1)    | Social              |
| 2003     | Uberaba (1)       | Valeriodoce         |
| 2004     | Ituiutaba (1)     | Democrata-SL        |
| 2005     | Democrata-GV (1)  | Uberlândia          |
| 2006     | Rio Branco-MG (3) | Tupi                |
| 2007     | Social (2)        | Uberaba             |
| 2008     | América-MG (1)    | Uberlândia          |
| 2009     | Ipatinga (1)      | Caldense            |
| 2010     | Guarani-MG (2)    | Funorte             |
| 2011     | Boa Esporte (2)   | Nacional-NS         |
| 2012     | Araxá (4)         | Tombense            |
| 2013     | URT (1)           | Minas Brasil        |
| 2014     | Mamoré (3)        | Democrata-GV        |
| 2015     | Uberlândia (3)    | Tricordiano         |
| 2016     | Democrata-GV (2)  | América de T. Otoni |
| 2017     | Patrocinense (1)  | Boa Esporte         |
| 2018     | Guarani-MG (3)    | Tupynambás          |
| 2019     | Coimbra (1)       | Uberlândia          |
| 2020     | Pouso Alegre (1)  | Athletic            |
| 2021     | Villa Nova (2)    | Democrata-GV        |
| 2022     | Democrata-SL (2)  | Ipatinga            |
| 2023     | Itabirito (1)     | Uberlândia          |

## Statistiche

### Titoli per squadra
| Squadra                | Vittorie | Anni vittorie          |
| ---------------------- | -------- | ---------------------- |
| Araxá                  | 4        | 1966, 1977, 1990, 2012 |
| Guarani-MG             | 3        | 2002, 2010, 2018       |
| Mamoré                 | 3        | 1991, 2000, 2014       |
| Nacional de Uberaba    | 3        | 1963, 1978, 1982       |
| Rio Branco-MG          | 3        | 1994, 1998, 2006       |
| Uberlândia             | 3        | 1962, 1999, 2015       |
| Atl. Três Corações     | 2        | 1986, 1992             |
| Boa Esporte            | 2        | 2004, 2011             |
| Democrata-GV           | 2        | 2005, 2016             |
| Democrata-SL           | 2        | 1981, 2022             |
| Flamengo de Varginha   | 2        | 1969, 1998             |
| Fluminense-BH          | 2        | 1929, 1930             |
| Ipanema-MG             | 2        | 1915, 1920             |
| Social                 | 2        | 1996, 2007             |
| Tupi                   | 2        | 1983, 2001             |
| Villa Nova             | 2        | 1995, 2021             |
| Acesita                | 1        | 1969                   |
| América-MG             | 1        | 2007                   |
| Araguari               | 1        | 1993                   |
| Patrocinense           | 1        | 2017                   |
| Carlos Prates          | 1        | 1931                   |
| Coimbra                | 1        | 2019                   |
| Esportivo de Passos    | 1        | 1985                   |
| Fabril                 | 1        | 1984                   |
| Flamengo-BH            | 1        | 1917                   |
| Fluminense de Araguarí | 1        | 1969                   |
| Formiga                | 1        | 1965                   |
| Grêmio Calafate        | 1        | 1927                   |
| Guarany-MG             | 1        | 1923                   |
| Independente-MG        | 1        | 1967                   |
| Ipatinga               | 1        | 2009                   |
| Ipiranga-MG            | 1        | 1997                   |
| Itabirito              | 1        | 2023                   |
| Itaú                   | 1        | 1961                   |
| Juventus Divinópolis   | 1        | 1989                   |
| MEC                    | 1        | 1987                   |
| Palmeiras-MG           | 1        | 1922                   |
| Pouso Alegre           | 1        | 2020                   |
| Prado Mineiro          | 1        | 1932                   |
| Progresso-MG           | 1        | 1921                   |
| Santa Cruz-MG          | 1        | 1928                   |
| Siderúrgica            | 1        | 1932                   |
| Sport-MG               | 1        | 1969                   |
| URT                    | 1        | 2013                   |
| Uberaba                | 1        | 2003                   |
| Valeriodoce            | 1        | 1964                   |
| Vila do Carmo          | 1        | 1968                   |

### Titoli per città
| Città                | Titoli | Squadre |
| -------------------- | ------ | --- |
| Belo Horizonte       | 13     | Fluminense-BH (2), Ipanema-MG (2), América-MG (1), Grêmio Calafate (1), Carlos Prates (1), Flamengo-BH (1), Guarany-MG (1), Palmeiras-MG (1), Progresso-MG (1), Prado Mineiro (1), Santa Cruz-MG (1) |
| Uberaba              | 5      | Nacional de Uberaba (3), Independente-MG (1), Uberaba (1) |
| Araxá                | 4      | Araxá (4) |
| Divinópolis          | 4      | Guarani-MG (3), Juventus Divinópolis (1) |
| Patos de Minas       | 4      | Mamoré (3), URT (1) |
| Andradas             | 3      | Rio Branco-MG (3) |
| Juiz de Fora         | 3      | Tupi (2), Sport-MG (1) |
| Uberlândia           | 3      | Uberlândia (3) |
| Varginha             | 3      | Flamengo de Varginha (2), Boa Esporte (1) |
| Araguari             | 2      | Araguari (1), Fluminense de Araguarí (1) |
| Coronel Fabriciano   | 2      | Social (2) |
| Governador Valadares | 2      | Democrata-GV (2) |
| Nova Lima            | 2      | Villa Nova (2) |
| Sete Lagoas          | 2      | Democrata-SL (2) |
| Três Corações        | 2      | Atl. Três Corações (2) |
| Barbacena            | 1      | Vila do Carmo (1) |
| Boa Esperança        | 1      | MEC (1) |
| Contagem             | 1      | Coimbra (1) |
| Formiga              | 1      | Formiga (1) |
| Ipatinga             | 1      | Ipatinga (1) |
| Itabira              | 1      | Valeriodoce (1) |
| Itabirito            | 1      | Itabirito (1) |
| Itaú de Minas        | 1      | Itaú (1) |
| Ituiutaba            | 1      | Ituiutaba (1) |
| Lavras               | 1      | Fabril (1) |
| Manhuaçu             | 1      | Ipiranga-MG (1) |
| Passos               | 1      | Esportivo de Passos (1) |
| Patrocínio           | 1      | Patrocinense (1) |
| Pouso Alegre         | 1      | Pouso Alegre (1) |
| Sabará               | 1      | Siderúrgica (1) |
| Timóteo              | 1      | Acesita (1) |